# Dana Cup
A Dana Cup é um dos maiores torneios de futebol do mundo, é realizada todos os anos na cidade de Hjørring, na Jutlândia do Norte, na Dinamarca, no final de julho. Em 2008, havia mais de 25.000 participantes (jogadores, técnicos e árbitros) de todo o mundo. Os organizadores o anunciam como “o torneio de futebol juvenil mais internacional do mundo”, já que, ao longo dos anos, eles afirmam que ele teve o maior número de países participantes de qualquer torneio internacional de futebol. Realizado pela primeira vez em 1982, o torneio comemorou seu 25º aniversário em 2006.

## Formato do torneio
O torneio atende a equipes masculinas e femininas, organizadas em grupos de idade que variam de Sub-12 a Sub-19. Na primeira fase do jogo, as partidas são disputadas em formato todos contra todos com grupos de 4 ou 5 equipes. Com base em seus resultados nessa primeira fase, as equipes avançam para as chaves das finais “A” ou “B”, onde os jogos são disputados em formato de mata-mata.

## Galeria

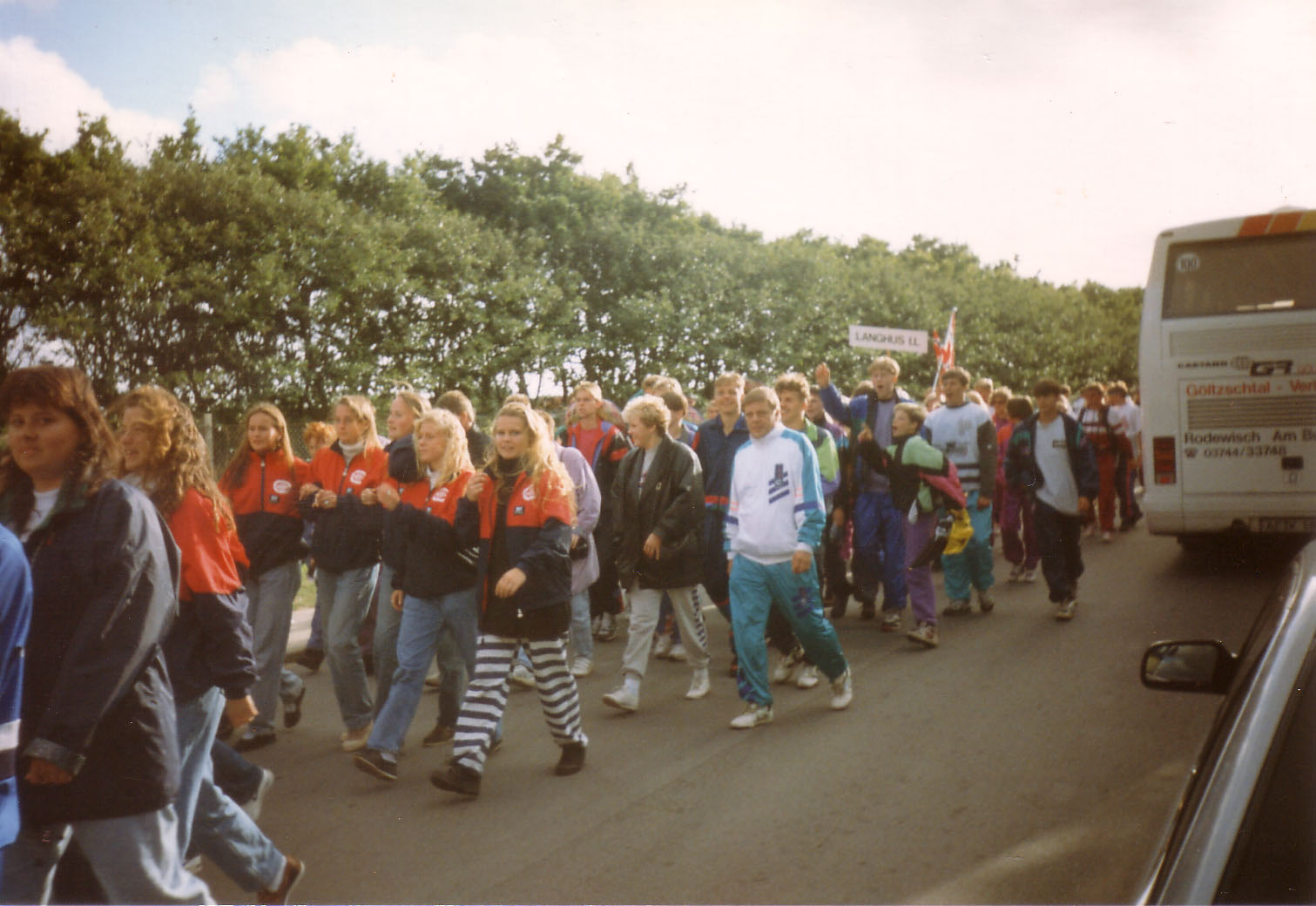
Jogadores se deslocando para o campo
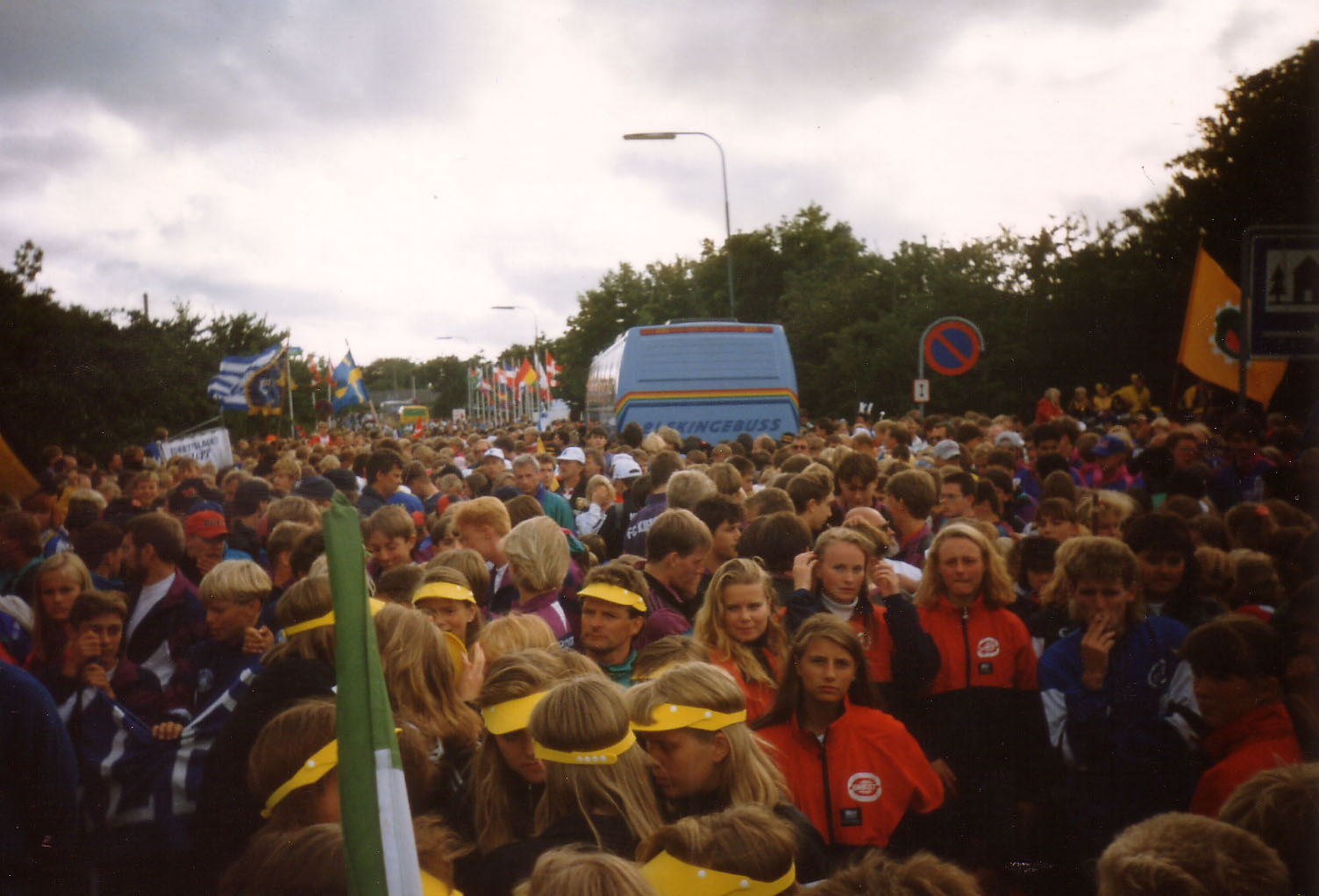
Jogadores que saem dos ônibus
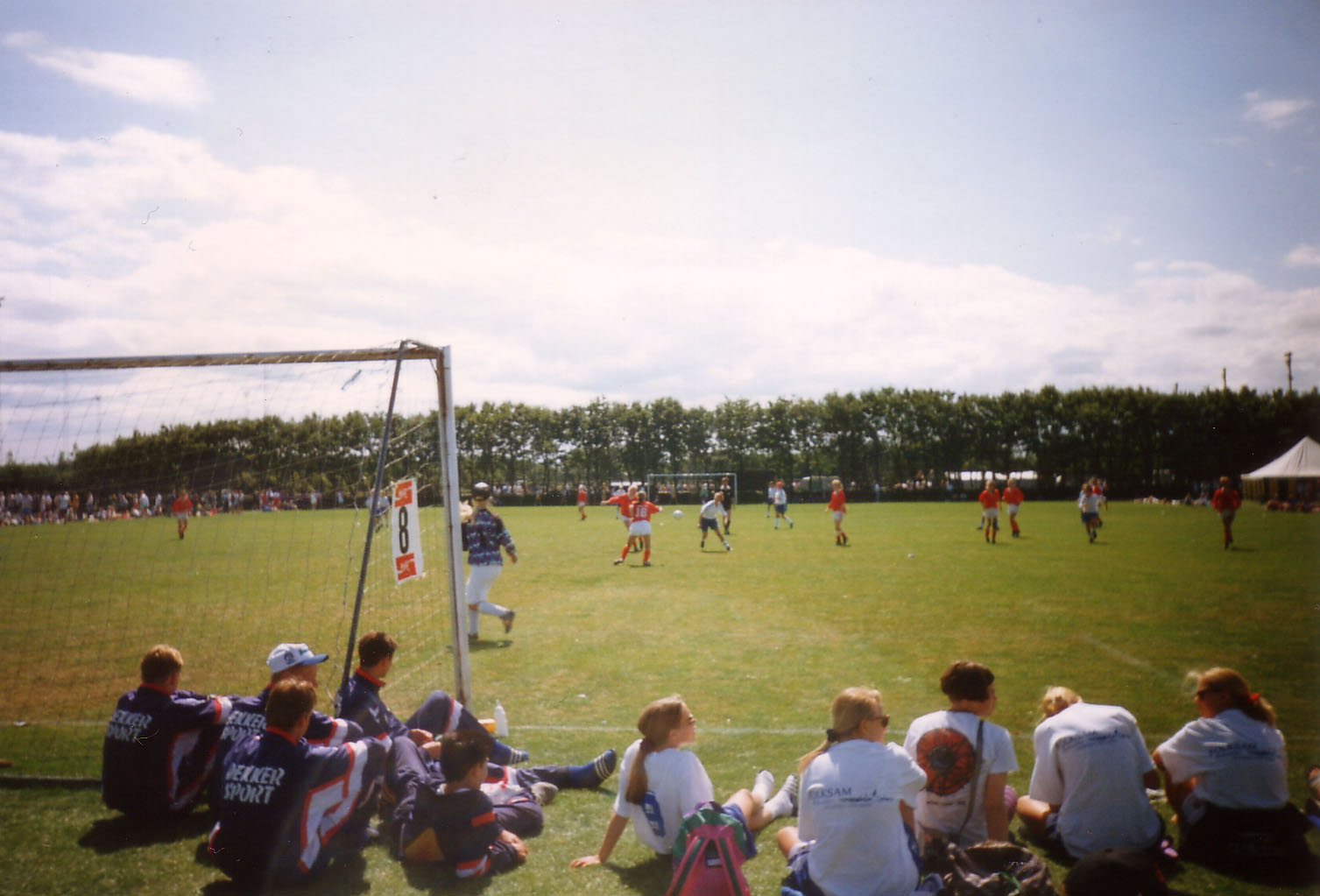
Um jogo em andamento
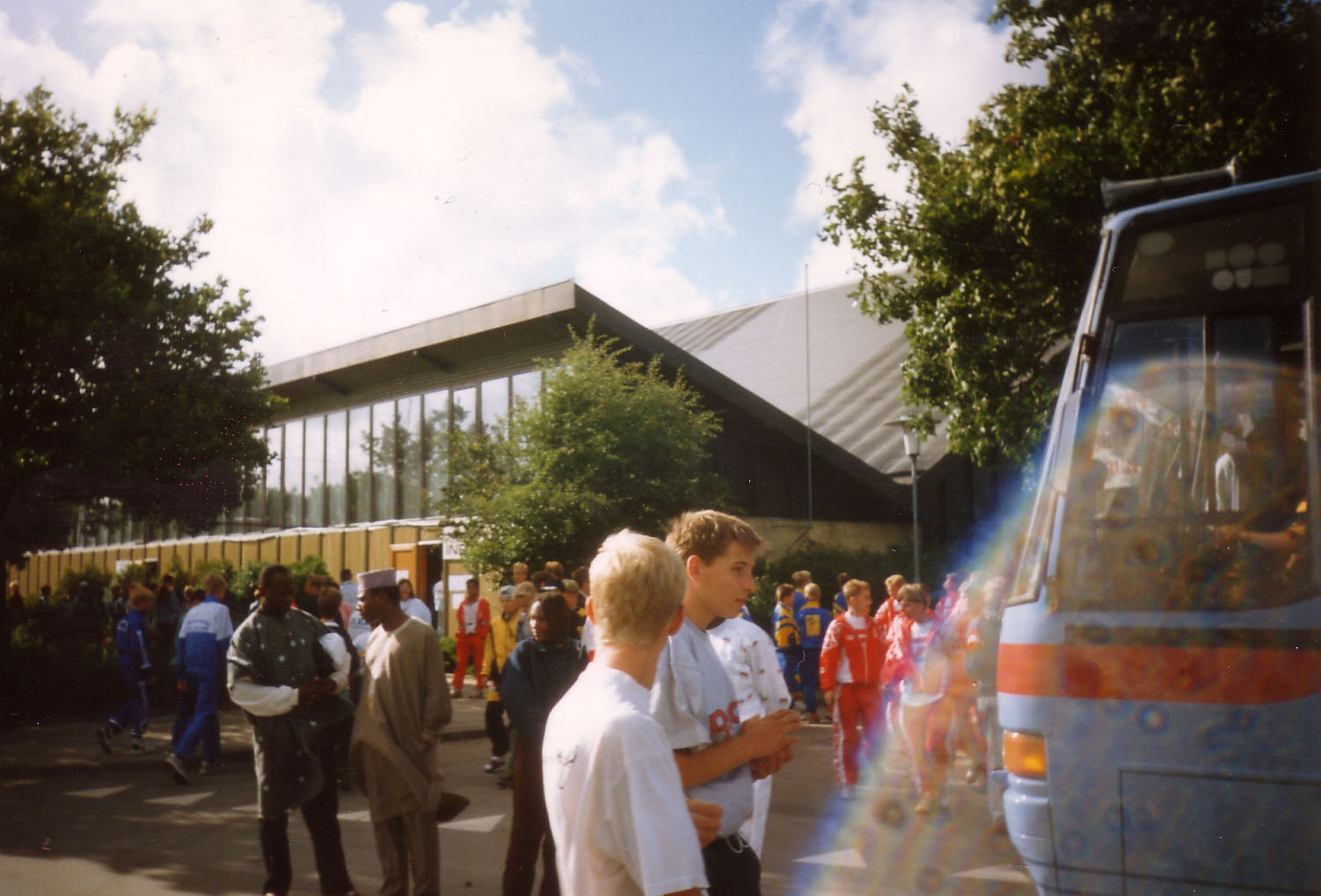
O fim dos jogos